# 布隆迪总统
这是布隆迪历任总统的列表：
| 任期                           | 姓名                                | 政党        | 备注                           |
| ------------------------------ | ----------------------------------- | ----------- | ------------------------------ |
| 1966年11月28日－1976年11月1日  | 米歇尔·米孔贝罗                     | 军方/UPRONA | 图西族                         |
| 1976年11月1日－1987年9月3日    | 让·巴蒂斯特·巴加扎                  | 军方/UPRONA | 图西族                         |
| 1987年9月3日－1993年7月10日    | 皮埃尔·布约亚                       | 军方/UPRONA | 图西族；第一个任期             |
| 1993年7月10日－1993年10月21日  | 梅尔希奥·恩达达耶                   | FRODEBU     | 胡图族                         |
| 1993年10月21日－1993年10月27日 | 弗朗索瓦·恩格泽，公共救国委员会主席 | 军队        | 胡图族                         |
| 1993年10月27日－1994年2月5日   | 西尔维·基尼吉，代总统               | UPRONA      | 女性；图西族                   |
| 1994年2月5日－1994年4月6日     | 西普里安·恩塔里亚米拉               | FRODEBU     | 胡图族                         |
| 1994年4月6日－1996年7月25日    | 西尔维斯特·恩蒂班通加尼亚           | FRODEBU     | 胡图族                         |
| 1996年7月25日－2003年4月30日   | 皮埃尔·布约亚                       | UPRONA      | 图西族；第二个任期             |
| 2003年4月30日－2005年8月26日   | 多米蒂昂·恩达伊泽耶                 | FRODEBU     | 胡图族                         |
| 2005年8月26日-2020年6月8日     | 皮埃尔·恩库伦齐扎                   | CNDD-FDD    | 胡图族                         |
| 2020年6月8日-2020年6月18日     | 帕斯卡尔·尼亚本达，代总统           | CNDD-FDD    | 胡图族；以国会议长身份代理总统 |
| 2020年6月18日-至今             | 埃瓦里斯特·恩达伊希米耶             | CNDD-FDD    | 胡图族                         |

布隆迪总统府位于首都布琼布拉东北近郊，与市中心相距9公里，建筑面积约一万平方米，除总统办公楼还有警卫用房、设备用房、污水处理站等附属建筑。总统府由中国援助建设，耗资2200万美元（合1.5亿人民币），2015年开工，2019年2月14日移交布隆迪，是布隆迪独立以来的首座总统府建筑。